# Словаци
Словаците (на словашки: Slováci) са западнославянски народ, по-голямата част от които населяват Словакия. Говорят словашки език, който е много близък до чешкия.
Освен в Словакия, където представляват 86% от населението, компактни групи словаци живеят в Чехия (1,9%), Унгария (0,4%) и Войводина (Сърбия) (2,8%).
Общият брой на словаците в страната и по света наброява около 6 милиона души. По-голямата част от тях живеят в САЩ (800 000 – 1 000 000 души), Чехия (200 000 души), Сърбия (ок. 56 000 души) и Канада (50 860 души).

## История
Преките славянски предци на словаците са живели (според преобладаващото мнение) поне от времето на великото преселение на народите (от около 500 г. сл. н. е.) в района на днешна Словакия. Историците нямат единно мнение относно прародината на предците на словашкия народ. Според едно мнение заселването на славяните от днешна Словакия е протекло на две вълни – от север и от юг, а според друго районът на тяхното заселване в навечерието на великото преселение вече обхваща района на Карпатите. От гледна точка на словашките лингвисти, първата фаза от развитието на праславянските основи на словашкия език започва едновременно с пристигането на славяните.
През 7 век предците на словаците са били неразделна част от основното население на държавата Само. Според археологическите находки приемствеността е частично проследена между находките от времето на държавата Само и по-късните находки от VIII и XI век.
През VIII век предците на словаците основават княжество Нитра, което през 833 г. става неразделна част от великоморавската държава. Така предците на словаците образуват заедно с предците на чехите ядрото на населението на Великоморавия. Според някои слависти словашкият език се е развил директно от праславянския. Според преобладаващото мнение на словашките лингвисти втората фаза от развитието на праславянската основа на словашкия език започва през 8 век.
Важно събитие от XI век е славянската мисия на двама братя от Солун – Константин (Кирил) и Методий, във Великоморавия (863 – 864). Константин разработва първата славянска азбука специално за мисията, глаголицата, въвежда символа на византийския двоен диез (който днес е държавната емблема на Словакия), избира т.нар. „староцърковен славянски език“ за своята моравска мисия и въвежда първи преводи на богослужебни и библейски текстове на старославянски, вече подготвени с Методий. Староцърковнославянският (старобългарски) език приема много елементи от западнославянските диалекти по време на Моравската мисия. Така тогавашната версия на глаголицата съдържа и буквата дз (dz), която тогава се е използвала само в диалектите в района на днешна Словакия. От друга страна, в съвременния словашки език има много религиозни понятия (съвест, вяра, душа, Създател, молитва, Свети Дух и др.), произлизащи от староцърковнославянски (старобългарски).
По време на мисията в Моравия братята превеждат цялата Библия на старославянски, както и кодекса на законите, богослужебни текстове и др. Считани са, благодарение на тази мисия, за основоположници на (цялата) славянска литература. През март 868 г. староцърковнославянският (старобългарски) е приет от папата като четвърти литургичен език в Западната църква, заедно с латински, гръцки и еврейски. Снабден с местни елементи, староцърковнославянският  (старобългарски) се използва във Великоморавия заедно с латинския за официални и религиозни цели. Културната форма на местния език е била използвана във Великоморавия от образованите хора.

## Религия
Повечето словаци принадлежат към Римокатолическата църква. През XVI-XVII век част от словаците стават лутерани (10,8%). Малка част (0,64%) принадлежи на Православната църква на Чехия и Словакия.
Една от причините за разпадането на Чехословакия е отношението на словаците и чехите към религията. Словаците са предимно религиозни и го декларират публично. Чехите, от друга страна, често не желаят да съобщават отношението си към религията, а значителна част от населението от 30 до 40% са нерелигиозни.